# Willem Barents
Willem Barents, o  Barentsz o Barentszoon (Terschelling, 1550 circa – Novaja Zemlja, 20 giugno 1597), è stato un navigatore ed esploratore olandese.
Esplorò l'Artide e il Mare di Barents gli deve il nome.

## Biografia

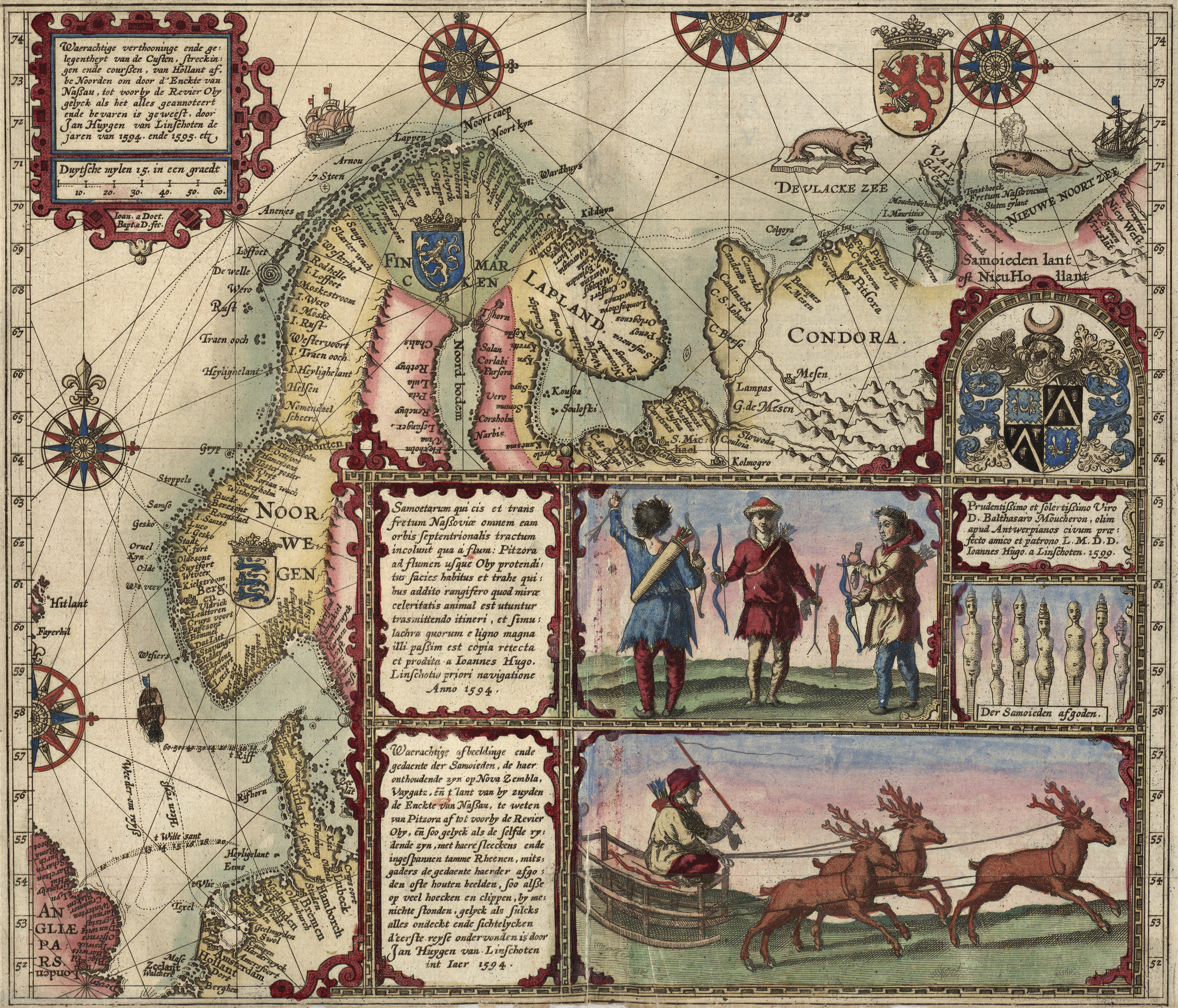
Jan Huygen van Linschoten, Mappa di Willem Barents relativa al primo viaggio

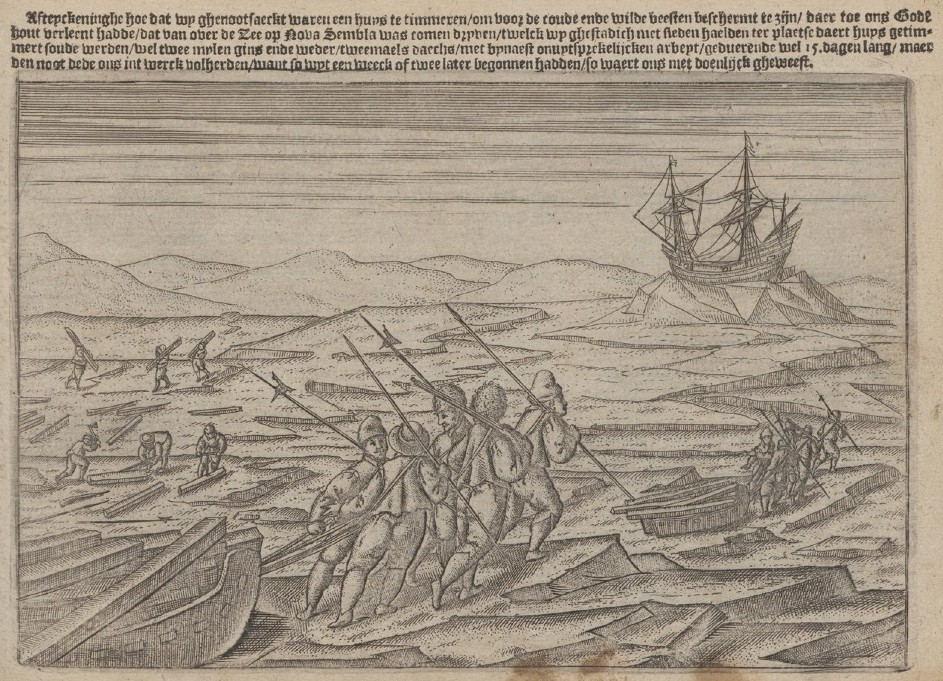
La nave di Barents bloccata dai ghiacci (incisione dall'opera di Gerrit de Veer del 1598

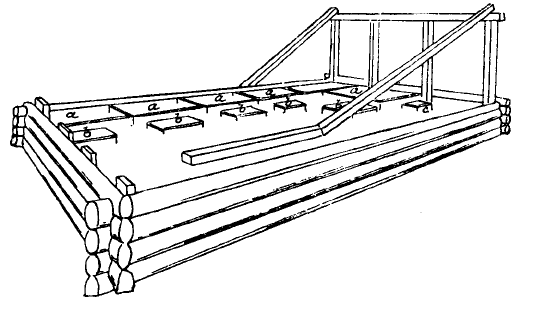
Resti della baracca costruita nel 1596 a Novaja Zemlja, disegno di Elling Carlsen (1871)

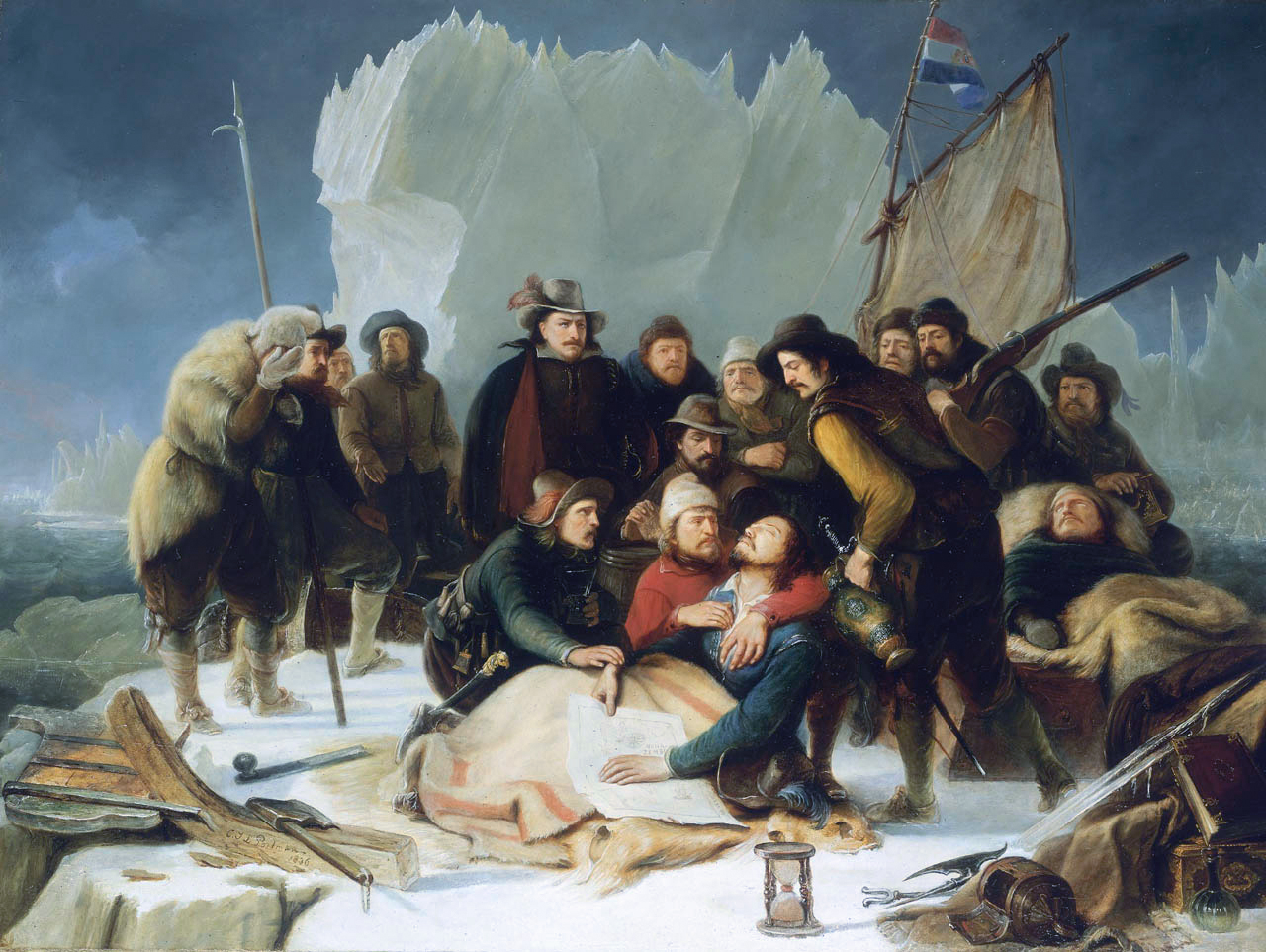
La morte di Willem Barents, olio di Christiaan Julius Lodewyck Portman (1836)

Nacque a Terschelling, una delle isole Frisone Occidentali. Non si sa quasi nulla della sua vita fino alle notizie dei suoi ultimi viaggi ricavate dal racconto di Gerrit de Veer, suo compagno nelle ultime due spedizioni, pubblicato nel 1598 se non che ad Amsterdam studiò alla scuola di navigazione e cartografia, guidata da Petrus Plancius.
Partì insieme a Plancius, per un viaggio via mare lungo le coste spagnole e italiane. Durante questo viaggio produsse, assieme all'insegnante, una delle sue opere più significative, è l'Atlante del Mar Mediterraneo. Dopo questo viaggio, Barents fu insignito del titolo di navigatore come dimostra il diploma nel Museo Barents di Amsterdam.
Per i primi due viaggi sono disponibili le relazioni dell'ammiraglio Jan Huyghen van Linschoten (1563-1611) che prese parte anch'egli alle spedizioni nell'Artico in compagnia di Barents. A causa delle accurate mappe da lui redatte e dei preziosi dati meteorologici da lui raccolti nel corso dei suoi lunghi viaggi, Barents è considerato uno dei più importanti fra i primi esploratori dell'Artico.
Il 5 giugno 1594 Barents partì dall'isola di Texel a bordo della nave Mercury, come parte di una spedizione, guidata da Cornelis Nay, di tre navi inviate con percorsi diversi per cercare di entrare nel Mare di Kara, avente l'obiettivo di trovare un percorso che permettesse di raggiungere l'Estremo oriente passando a nord dell'Europa e dell'Asia, il cosiddetto «Passaggio a nord-est». Tra il 23 e il 29 giugno, Barents soggiornò a Kildin Island.  Il 9 luglio, incontrarono per la prima volta un orso polare, il quale mentre tentava di salire a bordo lo colpirono con un moschetto, i marinai decisero di catturarlo con la speranza di riportarlo nei Paesi Bassi però, una volta messo al guinzaglio, l'orso si infuriò e dovettero ucciderlo a Bear Creek, nell'isola di Williams. Scoprirono le Isole d’Orange, si imbatterono in un branco di trichechi e cercarono di ucciderli con asce e picche, trovato il compito più difficile di quanto immaginassero, se ne andarono con solo poche zanne d'avorio.
Giunti davanti alla Novaja Zemlja, le navi seguirono due rotte diverse: Barents a nord e Nay a sud. Il tentativo di Barents di trovare un passaggio a nord della Novaja Zemlja fallì e, impossibilitato a proseguire a causa della banchisa polare a 77° di latitudine nord nel mese di luglio, Barents fu costretto al ritorno; Nay, invece, riuscì a raggiungere il Mare di Kara nel mese di agosto attraverso lo Stretto di Kara, a sud della Novaja Zemlja. Durante il viaggio, la spedizione incontrò un orso polare e lo cacciarono, videro e descrissero trichechi, balene artiche, e quando furono circondati da un gruppo di iceberg riuscirono a sfuggire dalla prigionia del ghiaccio. Osservarono le usanze degli abitanti delle coste artiche, diedero una descrizioni delle popolazioni indigene, delle loro barche, del modo di conservare il cibo e delle sepolture. Descrissero il santuario pagano delle tribù dei Nenci, scoperto da una spedizione sull'isola di Vajgač, statue in legno e pietra ricoprivano l'isola, che era chiamata la culla dei Nenci. Successivamente, il santuario fu distrutto durante il battesimo delle popolazioni indigene dell'estremo nord all'inizio del XIX secolo, e questa testimonianza rimane l'unica che descrive questo luogo.
Il successo della prima spedizione permise di ottenere un finanziamento per una nuova spedizione di sette navi, caricate con merci per scambi con gli abitanti dell'India e della Cina che salpò il 2 giugno 1595 al comando di Nay;  Barents comandava una delle navi. Le avverse condizioni bloccarono le navi poco dopo lo stretto di Kara. Sebbene Barents intendesse fermarsi durante l'inverno, ai primi di settembre Nay decise per il ritorno in patria. Questa spedizione fu considerata un fallimento e i finanziamenti governativi per la ricerca del Passaggio a nord-est furono interrotti.
Un gruppo di commercianti olandesi finanziò tuttavia un terzo tentativo per il 1596: due navi comandate da Jan Rijp e da Jacob van Heemskerk, mentre Barents era il pilota. Il 9 o il 10 giugno fu scoperta l'Isola degli Orsi, la più meridionale delle isole Svalbard; il 14 o il 19 giugno fu scoperta la Spitsbergen, la più estesa isola delle Svalbard. Ritornate all'Isola degli Orsi, le due navi seguirono rotte differenti: Barents si separò da Rijp e si diresse a est. Il 16 agosto Barents raggiunse il promontorio più settentrionale della Novaja Zemlja, che Barents battezzò Capo Maurizio in onore di Maurizio di Nassau. Poco dopo, tuttavia, la nave si trovò bloccata dai ghiacci e i marinai furono costretti a trascorrere l'inverno nell'Artico. L'equipaggio non riuscì a sciogliere il permafrost, il legno delle navi venne utilizzato per costruire una piccola baracca, mentre le vele vennero utilizzate per costruire coperte e vestiti. Il 30 agosto, il gruppo si imbatté in un gruppo di circa 20 "uomini selvaggi" samoiedi con i quali riuscirono a parlare grazie a un membro dell'equipaggio che parlava la loro lingua. Il 4 settembre videro un piccolo equipaggio inviato su delle isole in quelle zone per cercare un tipo di cristallo che era stato trovato in precedenza. Furono attaccati da un orso polare e due marinai furono uccisi.
Per motivi di sicurezza, la squadra guidata da Barents attraccò sulla Novaja Zemlja e si è fermò lì per l'inverno. Questo è stato il primo svernamento nella storia dell'Artico. Gli svernanti si costruirono una dimora con legname lavato e parti del ponte della loro nave, riscaldata da un fuoco in un focolare. Le scorte di cibo erano sufficienti. I marinai cacciavano volpi artiche, orsi polari, cucivano vestiti caldi, cappelli bizzarri e soffici dalle pelli. La spedizione non ebbe successo anche perché molti marinai morirono per una malattia sconosciuta al ritorno verso casa e i viaggiatori appresero che il governo non avrebbe più finanziato progetti rischiosi. La spedizione tornò indietro dopo aver scoperto che si era ghiacciato il Mare di Kara. Questa spedizione è stata in gran parte considerata un fallimento.
Il 13 giugno dell'anno seguente l'equipaggio iniziò il ritorno su due battelli scoperti. Barents, sofferente, indicò ai compagni la rotta da seguire, ma il 20 giugno, giunto nell'isola Severnyj dell'arcipelago di Novaja Zemlja, Barents spirò; non si sa se sia stato seppellito nel permafrost o nel ghiaccio marino. Gli appunti dei compagni dicevano che Barents fu sepolto in una tomba di ghiaccio. Sette settimane dopo, dodici superstiti, soccorsi da pescatori russi, raggiunsero la penisola di Kola dove ritrovarono Jan Rijp il quale li ricondusse nei Paesi Bassi: vi giunsero il 1º novembre 1597.  Nel 1871 il capitano Elling Carlsen scoprì i resti della baracca nella quale Barents e compagni trascorsero l'inverno; tali resti, trasportati dapprima al Museo della Marina dell'Aia, sono conservati nel Museo statale di Amsterdam.  Il viaggio fece tappa per Bereneiland, parte dell'arcipelago delle Spitsbergen, e molte altre isole. Questa volta riuscirono ad aggirare la Novaja Zemlja ed entrare nel bacino del Mare di Kara. Durante questo viaggio venne compilata la descrizione più accurata sino ad allora della costa della Novaja Zemlja.
In ricordo dell'eroe-pioniere nel 1879 furono erette due lastre marmoree commemorative.